# 幸福喫茶3丁目
『幸福喫茶3丁目』（しあわせきっさ さんちょうめ）は、松月滉による日本の漫画作品。

## 概要
『花とゆめ』（白泉社）にて2005年1号から2009年18号まで連載され、『ザ花とゆめ』（白泉社）にも特別編が3度掲載された。単行本は全15巻が刊行された。
また2018年から2019年に、『花とゆめAi』Vol.2からVol.10まで、「幸福喫茶3丁目」のその後を描いた特別編「幸福喫茶3丁目2番地」が不定期掲載された。単行本は全1巻。

## あらすじ
母の再婚をきっかけに、幸福町3丁目でバイト&1人暮らしをはじめた潤。親の反対やライバルの出現、さまざまなハプニングのなかで果たして潤は成長しているのか。
潤のしあわせさがしロマンスが始まった。

## 登場人物

### カフェ・ボヌール店員
高村潤（たかむら うる）声 - 神田朱未
本作の主人公。身長154cm。16歳で高校2年生。怪力。母親の再婚を機にひとり暮らしを始め、「誰かを幸せにできたら……」という動機によりカフェ・ボヌールでアルバイトを始めた。
童顔かつ小柄であることから、よく小学生に間違えられるのが悩み。お人好しで優しい性格のため、自分のことを後回しにすることが多い。美女、子供が好き。つるぺたなのがコンプレックス。
最終巻では、進藤に告白し両想いとなり、進藤の帰国後で物語は終わっている。一郎と同じ大学に通っている。
進藤咲月（しんどう さつき）声 - 鳥海浩輔
カフェ・ボヌールのパティシエ。20歳。潤とは部屋が隣同士。小さい頃に母親に捨てられ、松本南吉に引き取られた。その後、養父がパティシエだったことに影響を受け、同じ道を進んだ。非常に賢く、飛び級により15歳で高校を卒業した。
無愛想な態度とは裏腹に優しく、特に小さい子には優しい。名前が女性っぽいことから、あまり名前を公開したがらない。
西川一郎（にしかわ いちろう）声 - 杉山紀彰
カフェ・ボヌールのアルバイト。18歳。進学校に通っていたが、授業中に寝てばかりいたために留年し、現在は2回目の3年生。食べ物を口に入れられると起きるという特異体質の持ち主で、それに伴って腹が減ると倒れるように寝てしまう。アルバイト中でも寝てしまうことが多く、口に食べ物を入れられて起きる場面がたびたび登場する。この体質は、幼少期に夜遅くまで仕事をしている両親の帰りを起きて待っていようとしていたが、睡魔に負けて寝てしまっていたところを、母が面白がって食べ物（夕飯）を口に突っ込んで起こす、ということを繰り返した結果、このような体質になったらしい。
潤のことを気に入り、進藤との仲を取り持つのか邪魔するのかどっちつかずの態度を取る。また、離れた場所にいても潤が他の男と親しげにしているのを、直感で感じ取れる。
健志たちの小学校の卒業生。
松本南吉（まつもと なんきち）声 - 置鮎龍太郎
カフェ・ボヌールの店長。進藤の養父であり、製菓の師匠。感動しやすく、すぐに泣く。潤と進藤の仲を取り持とうと日々頑張っている。分厚い眼鏡をかけている。見た目は若いが、体の至るところに関節痛を持っている。
眼鏡を外すシーンがほぼないため、一度潤が「店長って、眼鏡外すと目が33だったりするんでしょうか?」と、進藤に聞いたことがある

### 安倍川家
安倍川柏（あべかわ かしわ）声 - 遊佐浩二
幸福町2丁目にある和菓子屋「あべかわや」の長男。高校3年生。女好き且つ極度のシスターコンプレックス。潤に会うと、その都度抱きしめようとしては弟の草や一郎に殴られている。名前は柏餅に由来。
安倍川草（あべかわ そう）声 - 森久保祥太郎
和菓子屋「あべかわや」の次男。高校1年生。カフェ・ボヌールから営業妨害を受けていると誤解して潤達に対決を申し込むが、和解後は仲良くやっている。潤に対し自らが好意を抱いていることをのちに自覚、気持ちを告げた。名前は草餅に由来。
安倍川さくら（あべかわ さくら）声 - 谷井あすか
和菓子屋「あべかわや」の長女。柏と草の異母妹で、カフェ・ボヌールの常連客。6歳。西川二郎と同じ幼稚園に通う。名前は桜餅に由来。
安倍川葛（あべかわ かずら）
安倍川3兄妹の父親で「あべかわや」の主人。進藤千年とは高校時代の知り合い。娘のさくらを溺愛している。その場の雰囲気を察知できない性格。前妻（諳）とは死別している。名前は葛餅に由来。
安倍川希名子（あべかわ きなこ）
葛の後妻で「あべかわや」の女将。さくらの母親、柏と草の継母。諳とは懇意な間柄だった。少々過激。
安倍川諳（あべかわ　あん）
葛の前妻で柏と草の母親。故人。希名子とは幼馴染みだった。

### 潤の周囲の人々
高村由紀恵（たかむら ゆきえ）
潤の母親。36歳。旧姓春日（かすが）。23歳の時、前夫・時枝光志に先立たれ、それ以来看護師として働きながら女手ひとつで潤を育てた。現在は再婚している。前夫の死から完全には立ち直っていないが、自分の流儀を貫いて見せることで、その脆弱さを隠している。
名前は仲間由紀恵に由来。
時枝光志（ときえだ こうし）
潤の父親。故人。書道の師範だったが、潤をかばった際の負傷が元で死亡。妹の志信（しのぶ）は時枝健志の母親である。
高村尚輝（たかむら なおき）
潤の継父。29歳。潤を溺愛しており、同じマンションで彼女と隣室同士の進藤との関係に気を揉んでいる。
時枝健志（ときえだ けんし）声 - 皆川純子
潤の従弟。12歳で小学6年生。潤によく似た顔。小さい頃から潤に好意を寄せているが、彼女には弟扱いしかされていない。進藤と西川一郎をライバル視している。女子に人気があるが鈍感なため自覚はなく、月城千代の想いにも気づいていない。
山崎蜜香（やまざき みつか）声 - 豊口めぐみ
長身の人気モデルで、カフェ・ボヌールの常連客。15歳。潤が大好きで、彼女を傷付ける者には容赦しない。健啖家で、ボヌールに来店した際にはケーキを何個も平らげている。
西川二郎（にしかわ じろう）
西川一郎の弟。6歳。ブラザーコンプレックスで、最初は兄のお気に入りである潤を嫌っていたが、のちに和解。体が弱く、よく女装をする。安倍川さくらとは、幼稚園が一緒で仲良し。
進藤千年（しんどう ちとせ）
進藤咲月の母親。結婚せずに進藤を一人で育てていたが、のちに蒸発。長らく行方不明だったが、絵本作家として活動している。
月城千代（つきしろ ちよ）
時枝健志の同級生。金髪碧眼の混血児で、母親はアメリカ人（父親の国籍は不明）。外見と名前が不釣合いだと揶揄する男子生徒を注意してくれた健志に想いを寄せる。日本語を母語とし、英語は話せない。男子生徒から外見に事寄せて様々な揶揄・嘲弄を受けたため、男性全般を嫌っている。
井上有（いのうえ たもつ）声 - 大須賀純
進藤の小学生時代の友人。大学生で、単行本第5巻の時点では教育実習中。
桜庭三明（さくらば みつあき）
洋菓子チェーン「ブロッサム」の社長。進藤の父親。図書館でたまたま出会った潤に一目惚れし、彼女を手に入れるためにカフェ・ボヌールに嫌がらせを仕掛ける。秘書をいびるのが趣味。
萩原久雪（はぎわら ひさゆき）
潤が住む部屋の隣に引っ越してきた人物。かつて時枝光志に説得されて自殺を思い留めたが、その後、恩人である光志の死の一部始終を目撃する。
その結果「光志は潤によって殺された」と思い込み、報復を計画。潤を階段から突き落とし、殺害しようとした。

### 潤と同じ学校の関係者
有本壱（ありもと いち）
潤のクラスメイト。身長177cmの長身でボーイッシュな女の子。潤とはカフェ・ボヌールのアルバイトが休みの日によく遊ぶ仲。相沢一とは幼馴染。恋に関しては、自他問わず超が付くほどの鈍感。元々は単行本7巻収録の読み切り「ナンバーワンDX」の登場人物である（相沢一と副委員長も同様。彼女らの中学時代の設定）。
副委員長（姓名不詳）
潤のクラスの副委員長。神出鬼没で表情がめったに変わらない。結構やり手で、有本壱と共に潤のことを可愛がっている。
委員長（姓名不詳）
潤のクラスの委員長。潤のことを可愛がっている。
土田雄飛（つちだ ゆうひ）
潤のクラスメイト。双子の弟妹がいる（西川二郎、安倍川さくらと同じ幼稚園）。母子家庭の為、アルバイトをして家計を助けており、授業が終わるとすぐに下校する。ケーキ作りが得意。山根清香とは幼馴染みで、のちに恋人として付き合い始める。
庄司（しょうじ）
3年2組のナルシスト。周りからは「愛すべきお馬鹿さん」として扱われることもしばしばだが、当人にその自覚は無い。

#### 生徒会のメンバー
相沢一（あいざわ はじめ）
生徒会長。常に涼しい顔をしている努力家。有本壱に想いを寄せており、彼女と親しげに接する男は排除しようとする。
川島（かわしま）
生徒会副会長、兼風紀委員長。2年生。身長143cm。祭り好きで古風な口調の美少女。
大泉（おおいずみ）
生徒会書記。2年生。極度の恥ずかしがり屋のため猫のぬいぐるみをかぶっており、「タレ目猫の大泉」とも呼ばれる。
山根清香（やまね さやか）
生徒会会計。幼稚園からの幼馴染である土田雄飛に想いを寄せている。母親の厳格さがきっかけで土田とも不仲になるが、潤たちが一計を案じ、無事仲直り。恋人として付き合い始める。

### その他のメンバー
神田（かんだ）
安倍川草の友達。演劇部所属で、「白雪王子」の主役・白雪を演じていた。飛耳長目で、草に関する情報は見逃さない。
鈴木（すずき）
山崎家の執事。蜜香にひそかに想いを寄せている。15歳の時に父親から虐待されており、その後、路頭に迷っていた所を蜜香の父親に拾われた。
人の名前を頻繁に言い間違えるが蜜香だけは例外。
雪菊（ゆぎく）
鈴木と同じく山崎家に仕える執事。誰に対しても優しく、責任感も強いが鈴木に対してはサディスティックになる。
弟がおり、同作者の読み切り作品『ハナとアゲハ、夏。』に登場している。
有本弐鷹（ありもと にたか）
有本壱の弟。時枝健志の友達。月城千代と健志の気持ちを知っている。登場シーンの多くで携帯ゲーム機を操作している。
相沢二葉（あいざわ ふたば）
時枝健志たちと同じクラス。相沢一の妹。月城千代の想いを知っている。クラスメイトのプロフィールを把握している。
堂場（どうば）
健志達の担任。女子に時々セクハラ発言をしたり、生徒が誰も手伝おうとしないと「非行に走る」とわめくなど、かなり大人気ない。
露木虹（つゆき なないろ）
『HEARTS』の編集者。松本南吉とは中学からの知り合い。潤に松本と颯季の関係を教える。
颯季（さつき）
名前のみ登場。男性。

## 書誌情報
- 松月滉 『幸福喫茶3丁目』 白泉社 〈花とゆめコミックス〉 全15巻
  1. 2005年7月19日発売、ISBN 4-592-18311-8
  2. 2005年11月18日発売、ISBN 4-592-18312-6
  3. 2006年3月17日発売、ISBN 4-592-18313-4
  4. 2006年7月19日発売、ISBN 4-592-18314-2
  5. 2006年11月17日発売、ISBN 4-592-18315-0
  6. 2007年1月19日発売、ISBN 978-4-592-18248-1
  7. 2007年4月19日発売、ISBN 978-4-592-18249-8
  8. 2007年8月17日発売、ISBN 978-4-592-18250-4
  9. 2007年12月18日発売、ISBN 978-4-592-18289-4
  10. 2008年4月18日発売、ISBN 978-4-592-18290-0
  11. 2008年8月19日発売、ISBN 978-4-592-18291-7
  12. 2008年12月19日発売、ISBN 978-4-592-18292-4
  13. 2009年4月17日発売、ISBN 978-4-592-18569-7
  14. 2009年8月19日発売、ISBN 978-4-592-18570-3
  15. 2009年11月19日発売、ISBN 978-4-592-18580-2
- 松月滉 『幸福喫茶3丁目2番地』 白泉社 〈花とゆめコミックス〉、2019年11月20日発売、ISBN 978-4-592-22026-8

## ドラマCD
第1作、第2作とも本編の他にボーナストラックとキャストコメントを併録。
HCD 幸福喫茶3丁目
2007年1月25日、マリン・エンタテインメントより発売。
- 他 配役：レストラン店長・カメラマン（安元洋貴）、少女（成田紗矢香）、少女の父親（石上裕一）
- 内容
  - 潤がレストランのポスターのモデルを務める。ポスターのテーマは『新婚さん』で、進藤、一郎、柏、草がお婿さん役を争ってひと騒動起きる。

HCD 幸福喫茶3丁目 2
2007年10月24日、マリン・エンタテインメントより発売。
- 他 配役：店員（大原崇）
- 内容
  - カフェ「ボヌール」のメンバーが健志達と共に遊園地へ。

『ドラマ＆ビジュアルCD』※『花とゆめ』2007年9号付録
- TRACK1 『V・B・ローズ』
- TRACK2 『幸福喫茶3丁目』
- TRACK3 『S・A』
- ビジュアルエクストラ 『学園アリス』（ニンテンドーDS）用デモンストレーション